# .bt
 .bt is het internet landcode topleveldomein van Bhutan. Het wordt onderhouden door Druknet, een service van de Bhutan Telecom. De domeinnaam wordt weinig gebruikt.